# جوزيف بيرل
جوزيف بيرل ( (الروسية: Джозеф Байерли) Dzhozef Bayyerli ؛ 25 أغسطس 1923 - 12 ديسمبر 2004) يُعتقد أنه الجندي الأمريكي الوحيد الذي خدم مع كل من جيش الولايات المتحدة والجيش الأحمر السوفياتي في الحرب العالمية الثانية. شارك في بعثة ألباني، عمليات الإنزال المحمولة جواً التابعة للفرقة 101 المحمولة جواً في الفترة من 5 إلى 6 يونيو 1944، كعضو في فوج المشاة المظلي 506. تم القبض عليه من قبل الألمان وإرساله شرقًا كأسير حرب.
بعد عدة محاولات فاشلة، هرب من ستالاج III-سي الألماني في يناير 1945 وانضم إلى كتيبة دبابات سوفيتية تحت قيادة Aleksandra Samusenko. جرح، وتم إجلائه وشق طريقه في النهاية إلى الولايات المتحدة في أبريل 1945. توفي بيرل في عام 2004 ودفن في مقبرة أرلينغتون الوطنية.

## حياته
كان الثالث من بين سبعة أطفال ولدوا لوليام وإليزابيث بيرل، الذين جاء والداه إلى أمريكا من ألمانيا في القرن التاسع عشر. كان عمره ست سنوات عندما ضرب الكساد العظيم. فقد والده، عامل مصنع، وظيفته؛ تم طردت العائلة من منزلها وأجبرت على الانتقال مع جدة جو.

## الجيش السوفيتي
كانت كتيبة بيرل الجديدة هي الكتيبة الروية التي حررته من مكان مكان احتجازه في معسكر شتالاج الثالث عشر-سي، في نهاية يناير، ولكن في الأسبوع الأول من فبراير، أصيب أثناء هجوم من قبل قاذفة انقضاضية الألمانية. تم نقله إلى مستشفى سوفيتي في لاندسبرغ أن دير وارث (الآن غورزو فيلكوبولسكي في بولندا )، حيث تلقى زيارة من المارشال السوفيتي جورجي جوكوف، الذي أثار اهتمامه وجود غير السوفياتي الوحيد في المستشفى، وعرف قصته من خلال مترجم، وزود بيرل بأوراق رسمية من أجل الانضمام إلى القوات الأمريكية.
وصل بيرل إلى قافلة عسكرية سوفيتية، ووصل إلى السفارة الأمريكية في موسكو في فبراير 1945، ليعلم فقط أنه تم الإبلاغ عنه من قبل وزارة الحرب الأمريكية على أنه قتل في 10 يونيو 1944 في الأراضي الفرنسية. وقد أقيمت قداس جنازة على شرفه في مسكيغون ونشر نعيه في الصحيفة المحلية. وضعه ضباط السفارة في موسكو، وهم غير متأكدين من حسن نواياه، تحت حراسة مشاة البحرية في فندق متروبول حتى تم إثبات هويته من خلال بصمات أصابعه.

## الموت والإرث
توفي بيرل أثناء نومه بسبب قصور القلب في 12 ديسمبر 2004، أثناء زيارة إلى توكوا، جورجيا، حيث تدرب مع المظليين في عام 1942.

## الجوائز والأوسمة
| | شارة المشاة القتالية                                                            |
| | شارة المظلي مع نجمة قفزة قتالية واحدة                                           |
| | النجم البرونزي                                                                  |
| Bronze oak leaf cluster · Bronze oak leaf cluster · Bronze oak leaf cluster · Bronze oak leaf cluster | قلب أرجواني مع أربع مجموعات من أوراق البلوط                                     |
| | وسام أسرى الحرب                                                                 |
| | وسام الجيش حسن السلوك                                                           |
| | وسام الحملة الأمريكية                                                           |
| Bronze star · Bronze star                                                                             | ميدالية الحملة الأوروبية الأفريقية والشرق أوسطية مع 2 خدمة نجوم وجهاز رأس السهم |
| | وسام النصر في الحرب العالمية الثانية                                            |
| | كروا دي غيري (فرنسا)                                                            |
| | وسام الراية الحمراء                                                             |
| | وسام "لتحرير وارسو"                                                             |